# Антуан Аржаковський
Антуан Аржаковський (фр. Antoine Arjakovsky; нар. 5 жовтня 1966, Париж, Франція) — французький історик та богослов російського походження, професор, доктор історичних наук. У 2004—2011 роках був директором Інституту екуменічних студій Українського католицького університету.

## Життєпис
Народився Антуан Аржаковський 5 жовтня1966 року в Парижі. Учений історик, закінчив історичний факультет Сорбонни та Вищу школу соціальних наук (EHESS) у Парижі. У 2000 році захистив докторську дисертацію на тему: «Журнал „Путь“ (1925—1940): Поколение русских религиозных мыслителей в эмиграции». Викладав у кількох європейських та американських університетах, Києво-Могилянській академії, Українському католицькому університеті, МДУ імені М. В. Ломоносова, Левенському католицькому університеті, Міжнародному центрі педагогічних досліджень, Університеті Нотр-Дам.
У 1994—1998 роках очолював Французький університетський коледж при МДУ імені М. В. Ломоносова. У 1989—2002 роках працював у Міністерстві закордонних справ Франції.
У 1998—2002 роках аташе з культури та освіти Посольства Франції в Україні та співдиректор Французького культурного центру. У 2004 році разом з отцем Іваном Дацьком заснував Інститут екуменічних студій в Українському католицькому університеті. З вересня 2011 року директор із наукових досліджень Коледжу Бернардинів. Автор багатьох публікацій, монографій, книг.
Антуан Аржаковський є православним мирянином, вірним російського екзархату Константинопольського патріархату в Західній Європі.

### Книги
- Аржаковский А. Журнал «Путь» (1925—1940): Поколение русских религиозных мыслителей в эмиграции. — Киев : Феникс, 2000. — 656 с. (рос.)
- Аржаковський А. Бесіди з Блаженнішим Любомиром Гузаром: до постконфесійного християнства. — Львів : Український католицький університет, 2006. — 144 с.
- Arjakovsky A. Church, Culture and Identity: Reflections on Orthodoxy in the Modern World. — Lviv : Ukrainian Catholic University, 2007. — 160 p. (англ.)
- Arjakovsky A. Pour une démocratie personnaliste. — Paris : Lethielleux, 2013. — 128 с. (фр.)
- Arjakovsky A. Qu’est-ce que l’orthodoxie ?. — Paris : Gallimard, 2013. — 640 с. (фр.)
- Аржаковський А. Очікуючи на Всеправославний Собор: духовний та екуменічний шлях. — Львів : Український католицький університет, 2013. — 450 с.
  - Аржаковський А. Очікуючи на Всеправославний Собор: духовний та екуменічний шлях. — Львів : Український католицький університет, 2014.
- Arjakovsky A. Russie-Ukraine, de la guerre à la paix ?. — Paris : Parole et Silence, 2014. — 352 p. — ISBN 2889183300. (фр.)
  - Аржаковський А. Розбрат України з Росією: стратегія виходу з піке. — Харків : Віват, 2015. — 256 p. — ISBN 6177246591.
- Arjakovsky A. Conversations with Lubomyr Cardinal Husar: Towards a Post-Confessional Christianity. — Lviv : Ukrainian Catholic University Press, 2007. — 160 с. (англ.)

## Нагороди
За вагомий внесок у поширені екуменізму та християнських цінностей у публічних сферах під час семінару «Інституту екуменічних студій — сім років: підсумки діяльності та перспективи розвитку» радник міського голови Львова Богдан Панкевич від імені Андрія Садового нагородив Антуана Аржаковського «Золотим гербом міста Львова».

## Громадська позиція
У червні 2018 підтримав відкритий лист діячів культури, політиків і правозахисників із закликом до світових лідерів виступити на захист ув'язненого у Росії українського режисера Олега Сенцова й інших політв'язнів.